# Karl Lohmeyer (Philologe)
Karl Lohmeyer (* 30. März 1868 in Falkenhagen (Lügde), Fürstentum Lippe; † 25. März 1956) war ein deutscher Gymnasiallehrer in Cuxhaven. Im Elbe-Weser-Dreieck war er ein profilierter Heimatforscher.

## Biografie
Lohmeyer war das jüngste Kind eines Ökonomierats und Domänenpächters in Falkenhagen. Er besuchte das Gymnasium Leopoldinum in Detmold und studierte (wohl in Göttingen) Klassische Philologie und Germanistik. 1891 wurde er an der Universität Bonn zum Dr. phil. promoviert. Während des Studiums wurde er Mitglied des Philologischen Vereins Berlin und des Philologischen Vereins Bonn, zweier Verbindungen des Naumburger Kartellverbandes.
Er trat in den hamburgischen Schuldienst ein und wurde 1895 als junger Oberlehrer an die Höhere Staatsschule in Cuxhaven versetzt. Angeregt durch seinen Direktor und späteren Schwiegervater Rohde, fand er enge Beziehungen zum Elbe-Weser-Dreieck und den
Männern vom Morgenstern, auch zu Hermann Allmers. Nach wenigen Jahren wurde er wieder nach Hamburg versetzt. Das Auswärtige Amt übertrug ihm 1905 die Leitung der deutschen Schulen in Brüssel. Jahrzehntelang förderte und betreute er die Auslandsdeutschen. In seinen 13 Brüsseler Jahren von 1905 bis 1918 veröffentlichte er 15–20 Arbeiten im Zusammenhang mit dem Auslandsdeutschtum; die meisten finden sich in der Monatsschrift Die deutsche Schule im Ausland. Nach dem Ersten Weltkrieg mit der Leitung einer Höheren Schule in Hamburg betraut, wurde er 1925 vom Lehrkörper der Cuxhavener Schule zum Direktor gewählt.
Wie kein anderer befasste er sich mit dem Leben und dem Werk von Barthold Heinrich Brockes (1680–1747), der auf Schloss Ritzebüttel sechs Jahre als Amtmann residierte. Auch Johann Heinrich Voß, den Rektor der Lateinschule in Otterndorf, behandelte er in einem Bändchen. Lohmeyer wies nach, dass Johann Wolfgang von Goethe in der Februarflut 1825 die Möglichkeit für einen Abschluss von Faust. Der Tragödie zweiter Teil erkannt und Johann Peter Eckermann in das Land Hadeln geschickt hatte. Schon bald nach dem Zweiten Weltkrieg gelang es ihm in schwierigen Verhandlungen mit der britischen Militärregierung in Cuxhaven, dem Heimatbund der Männer vom Morgenstern im Land Hadeln freie Entfaltung zu ermöglichen.

„Als Leiter der Hadler Gruppe entfaltete er eine rege Vortragstätigkeit im ganzen Gebiet ungeachtet ungünstiger Witterungs- und Wegeverhältnisse. Er verfolgte und erreichte damit zwei Ziele: die Pflege des Heimatgedankens und der Heimatliebe in einer aus den Fugen geratenen Zeit, und zweitens, den vielen in unser Gebiet verschlagenen Flüchtlingen zu helfen, neue Wurzeln zu schlagen, ihnen Verständnis für unsere so ganz anders gestaltete Landschaft mit ihrer eigenartigen Kultur und Geschichte zu ermöglichen. Damit trug er dazu bei, ihnen eine neue Heimat zu geben. Vielleicht ist diese seine Arbeit von Mensch zu Mensch die am wenigsten messbare, aber sie gehört zu dem Wertvollsten, was er in mehr als fünfzigjährigem Bemühen als Morgensterner für unsere Heimat geleistet hat.“

## Veröffentlichungen
Lohmeyers Veröffentlichungen sind zusammengestellt in der Festschrift „Haduloh“ zu seinem 80. Geburtstag am 30. März 1948, S. 6–9.

### Jahrbücher der Männer vom Morgenstern
- Beiträge zur Geschichte des Brandgildenwesens auf hamburgischem Landgebiet. Bd. 5/6 (1904).
- Literarische und andere Nachwirkungen der letzten großen Sturmflut vom 3. und 4. Februar 1825. Bd. 22 (1926).
- Goethe und die niederdeutsche Küstenlandschaft. Bd. 26 (1934).
- Die Burg auf der Altenwalder Höhe und die Wälle der Altenwalder Heide. Bd. 27 (1936).
- Land Hadeln und die Universität Göttingen im 18. Jahrhundert. Bd. 29 (1939).
- Erinnerungen an Hermann Allmers. Bd. 30 (1940).

### Cuxhaven
1938 erschien im Cuxhavener Verlag Grüter das von Bertha Kohfahl-Münker herausgegebene Cuxhaven, ein Heimatbuch. Darin veröffentlichte Lohmeyer:
- Aus der Vergangenheit der Stadt Cuxhaven.
- Deiche und Sturmfluten in unserer engeren Heimat.
- Unsere Küstenlandschaft als Schauplatz der letzten Akte von Goethes Faust.
- Geschichten über den Brockeswald.
- Rekruten für die preußische Riesengarde in Ritzebüttel 1736.
- Cuxhaven als die Stadt am Meer und am Großschiffahrtswege.
- Ausfahrt zum Walfang vor 200 Jahren, von einem Dichter gesehen.